# 王金山 (1916年)
王金山（1916年1月—1994年9月30日），男，直隶束鹿（今河北辛集）人，中华人民共和国政治人物，曾任河北省人民委员会副省长，中共山东省委书记，山东省人民政府副省长、中共山东省顾问委员会副主任。